# Seize Valses pour piano à quatre mains

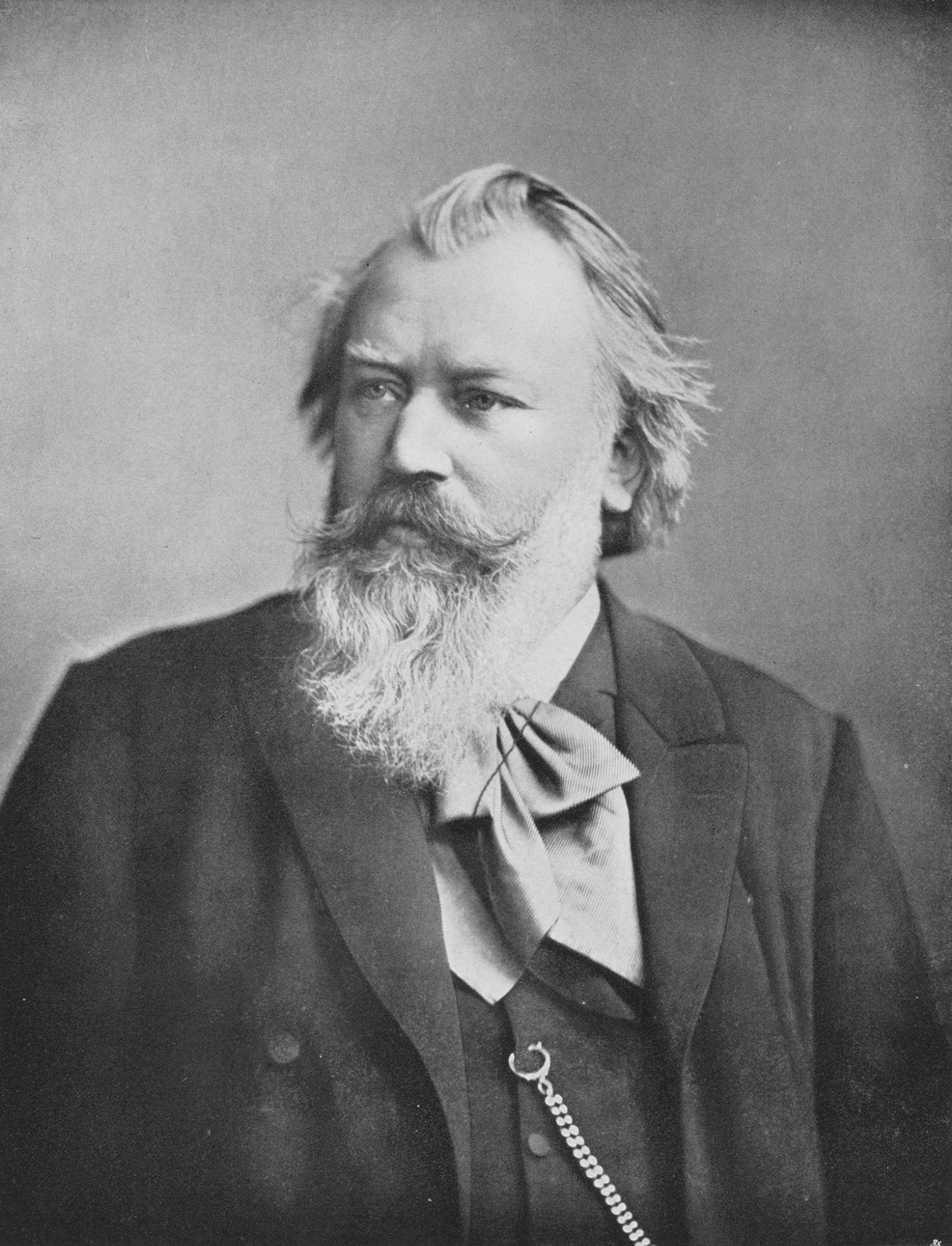
Johannes Brahms

Seize Valses pour piano à quatre mains op. 39 est un ensemble de 16 petites valses pour piano à quatre mains écrit par Johannes Brahms. Ces valses sont composées en 1865 et publiées deux ans plus tard, dédicacées à Eduard Hanslick.
Ces valses sont également arrangées pour piano solo dans deux versions différentes, simplifiées et difficiles. Les trois versions sont publiées en même temps et bien vendues, contrairement à ce à quoi s'attendait le compositeur. Certaines tonalités des versions solo diffèrent de la version quatre mains (les quatre dernières valses dans la version difficile, la no 6 dans la version simplifiée).
La valse no 15 en la majeur (ou la bémol majeur) est plus particulièrement connue.
Après la mort du compositeur, un arrangement de cinq de ces valses (nos 1, 2, 11, 14 et 15) pour deux pianos, quatre mains est publié.
Les seize valses, dans les tonalités de la version originale pour quatre mains sont :
| No 1 en si majeur Tempo giusto                                                                              |
| No 2 en mi majeur                                                                                           |
| No 3 en sol dièse mineur                                                                                    |
| No 4 en mi mineur Poco sostenuto                                                                            |
| No 5 en mi majeur Grazioso                                                                                  |
| No 6 en do dièse majeur (Do majeur dans la version simplifiée) Vivace                                       |
| No 7 en do dièse mineur Poco più Andante                                                                    |
| No 8 en si bémol majeur                                                                                     |
| No 9 en ré mineur                                                                                           |
| No 10 en sol majeur                                                                                         |
| No 11 en si mineur                                                                                          |
| No 12 en mi majeur                                                                                          |
| No 13 en do majeur (si majeur dans la version solo difficile)                                               |
| No 14 en la mineur (sol dièse mineur dans la version solo difficile et dans l'arrangement pour deux pianos) |
| No 15 en la majeur (la bémol majeur dans la version solo difficile et dans l'arrangement pour deux pianos)  |
| No 16 en ré mineur (do dièse mineur dans la version solo difficile)                                         |

Leur execution dure environ 21 minutes.

## Sources
- (en) Cet article est partiellement ou en totalité issu de l’article de Wikipédia en anglais intitulé « Sixteen Waltzes for piano, four hands » (voir la liste des auteurs).